# Monchy-au-Bois
Monchy-au-Bois ist eine französische Gemeinde mit 546 Einwohnern (Stand: 1. Januar 2022) im Département Pas-de-Calais in der Region Hauts-de-France. Sie gehört zum Arrondissement Arras und zum Kanton Avesnes-le-Comte (bis 2015: Kanton Beaumetz-lès-Loges). Die Einwohner werden Monciaquois genannt.

## Geographie
Monchy-au-Bois liegt etwa 14 Kilometer südwestlich von Arras. Umgeben wird Monchy-au-Bois von den Nachbargemeinden Berles-au-Bois im Norden und Nordwesten, Ransart im Norden und Nordosten, Adinfer im Osten und Nordosten, Douchy-lès-Ayette im Osten, Bucquoy im Süden und Osten, Hannescamps im Süden sowie Bienvillers-au-Bois im Westen und Südwesten.

## Bevölkerungsentwicklung
| Jahr                      | 1962 | 1968 | 1975 | 1982 | 1990 | 1999 | 2006 | 2013 |
| Einwohner                 | 470  | 473  | 449  | 420  | 455  | 483  | 506  | 514  |
| Quelle: Cassini und INSEE |      |      |      |      |      |      |      |      |

## Sehenswürdigkeiten

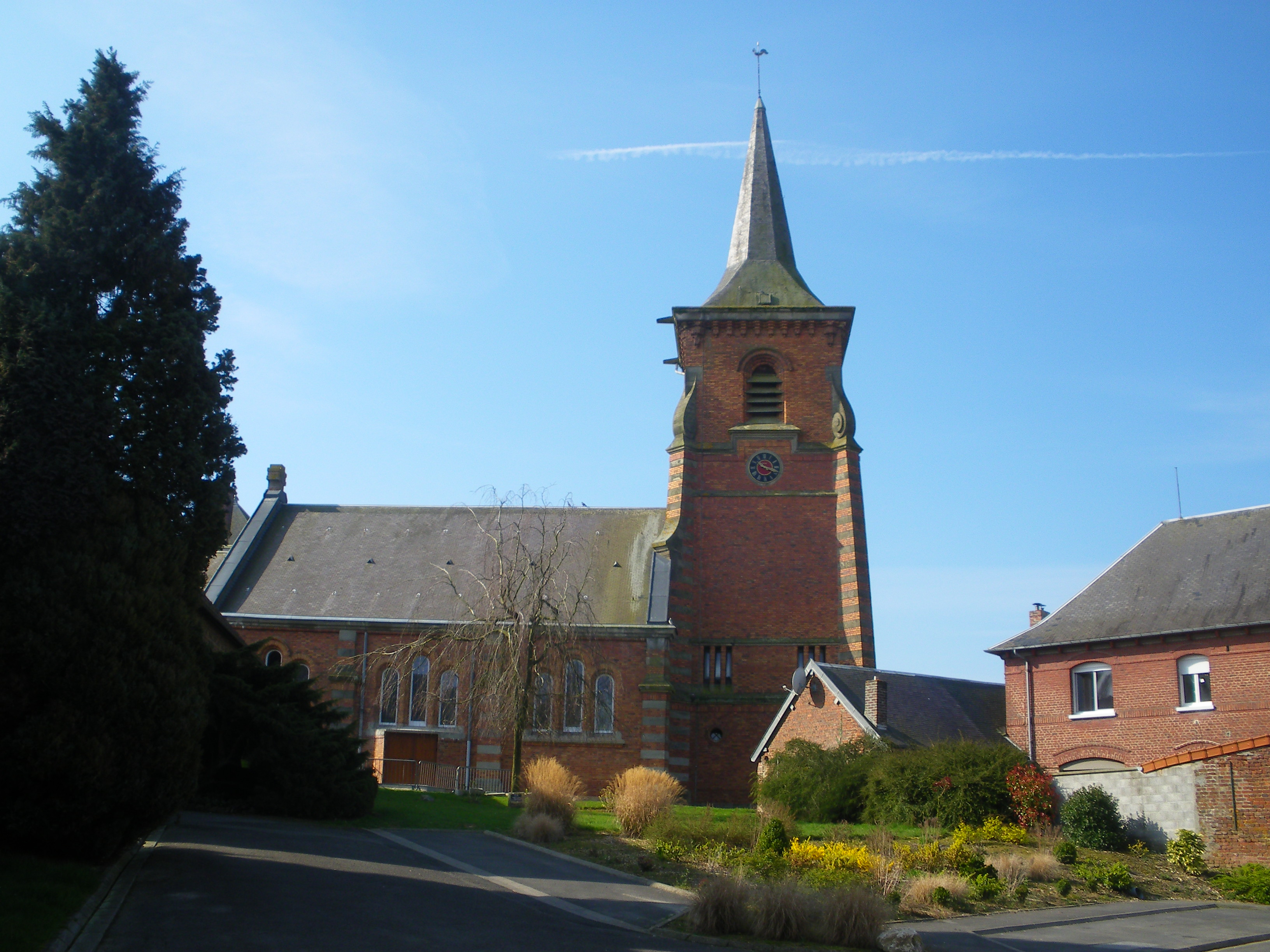
Kirche Saint-Pierre

- Kirche Saint-Pierre, nach dem Ersten Weltkrieg neu errichtet